# Usta resnice
Usta resnice (italijansko Bocca della Verità) so okrogla marmornata maska v Rimu, ki stoji ob levi steni stebrišča v baziliki Svete Marije v Kosmedinu, na trgu Piazza della Bocca della Verità, kjer se je v antičnih časih nahajala tržnica z živino Forum Boarium. Cerkev privlači množico obiskovalcev, ki v usta porinejo roko.
Masivna marmornata maska je stara okoli 2.200 let, tehta 1.200 kilogramov, v premeru pa sega 1,75 metra. Zelo verjetno upodablja obraz morskega poganskega boga Okeana, morda pa Jupitra, Orakla ali Faunusa. Oči, nosnice in usta so odprta. Zgodovinarji ne vedo, kaj bi bil diskov prvotni namen. Morda so ga uporabljali kot pokrov odtočnega jaška v bližnjem Herkulovem templju, ki je imel v strehi okulus, zaradi česar je v templju lahko deževalo. Mislijo tudi, da so trgovci z živino skozenj spirali kri žrtvenih živali bogu Herkulu. V 13. stoletju so jo verjetno odstranili iz templja in postavili ob steno v baziliko. V 17. stoletju so jo prestavili na današnje mesto v cerkvenem stebrišču.

V srednjem veku se je razširila legenda, da jih je ustvaril čarovnik Vergil kot detektor laži za može in žene, ki so sumili v zvestobo svojega partnerja.